# Saint-Pierremont (Aisne)
Pour les articles homonymes, voir Saint-Pierremont.
Saint-Pierremont est une commune française située dans le département de l'Aisne, en région Hauts-de-France.

## Géographie
- 1Carte dynamique
- 2Carte OpenStreetMap
- 3Carte topographique
- 4Carte avec les communes environnantes
- 5Entrée du village

Le village est bâti sur le versant gauche de la Serre.

Il existe deux autres communes homonymes :
- Saint-Pierremont commune de 73 habitants située à une centaine de kilomètres à l'est près de Vouziers dans le département des Ardennes
- Saint-Pierremont qui compte 153 habitants située à 300 km au sud-est près de Lunéville dans le département des Vosges

### Hydrographie
La commune est située dans le bassin Seine-Normandie. Elle est drainée par la Serre,.
La Serre, d'une longueur de 96 km, prend sa source dans la commune de La Férée, à 265 m d'altitude, et se jette  dans l'Oise (rive gauche) à Danizy, à 52 m d'altitude, après avoir traversé 39 communes.

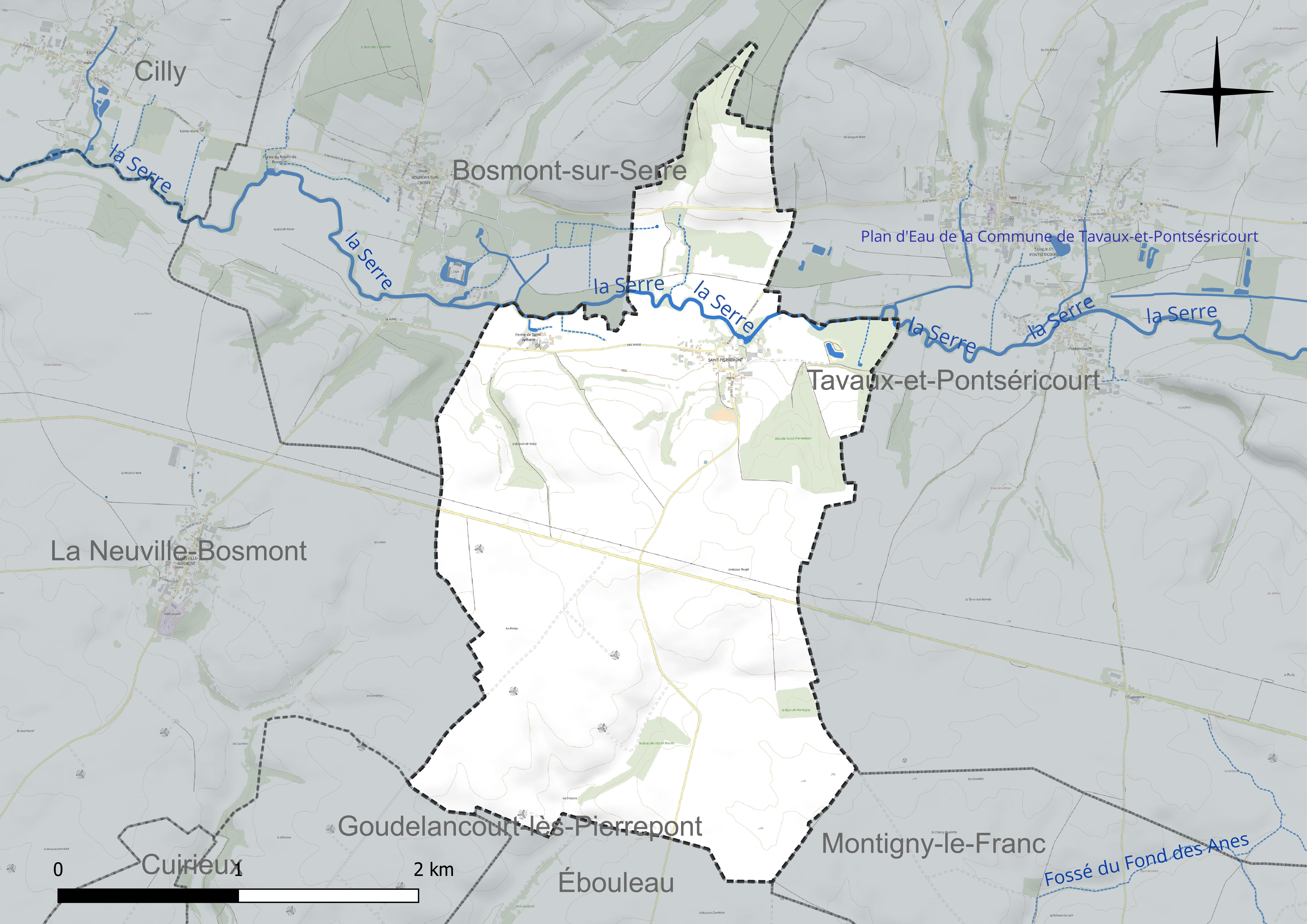
Réseau hydrographique de Saint-Pierremont.

### Climat
Pour des articles plus généraux, voir Climat des Hauts-de-France et Climat de l'Aisne.
En 2010, le climat de la commune est de type climat océanique dégradé des plaines du Centre et du Nord, selon une étude du CNRS s'appuyant sur une série de données couvrant la période 1971-2000. En 2020, Météo-France publie une typologie des climats de la France métropolitaine dans laquelle la commune est exposée à un climat océanique altéré et est dans la région climatique Nord-est du bassin Parisien, caractérisée par un ensoleillement médiocre, une pluviométrie moyenne régulièrement répartie au cours de l'année et un hiver froid (3 °C).
Pour la période 1971-2000, la température annuelle moyenne est de 10,1 °C, avec une amplitude thermique annuelle de 15,2 °C. Le cumul annuel moyen de précipitations est de 762 mm, avec 12,3 jours de précipitations en janvier et 9,2 jours en juillet. Pour la période 1991-2020, la température moyenne annuelle observée sur la station météorologique la plus proche, située sur la commune de Fontaine-lès-Vervins à 15 km à vol d'oiseau, est de 10,5 °C et le cumul annuel moyen de précipitations est de 826,3 mm,. Pour l'avenir, les paramètres climatiques de la commune estimés pour 2050 selon différents scénarios d'émission de gaz à effet de serre sont consultables sur un site dédié publié par Météo-France en novembre 2022.

## Urbanisme

### Typologie
Au 1er janvier 2024, Saint-Pierremont est catégorisée commune rurale à habitat très dispersé, selon la nouvelle grille communale de densité à 7 niveaux définie par l'Insee en 2022.
Elle est située hors unité urbaine. Par ailleurs la commune fait partie de l'aire d'attraction de Laon, dont elle est une commune de la couronne,. Cette aire, qui regroupe 106 communes, est catégorisée dans les aires de 50 000 à moins de 200 000 habitants,.

### Occupation des sols
L'occupation des sols de la commune, telle qu'elle ressort de la base de données européenne d'occupation biophysique des sols Corine Land Cover (CLC), est marquée par l'importance des territoires agricoles (95,2 % en 2018), une proportion identique à celle de 1990 (95,2 %). La répartition détaillée en 2018 est la suivante : 
terres arables (82,7 %), prairies (12,5 %), zones urbanisées (3,5 %), forêts (1,3 %).
L'évolution de l'occupation des sols de la commune et de ses infrastructures peut être observée sur les différentes représentations cartographiques du territoire : la carte de Cassini (XVIIIe siècle), la carte d'état-major (1820-1866) et les cartes ou photos aériennes de l'IGN pour la période actuelle (1950 à aujourd'hui).

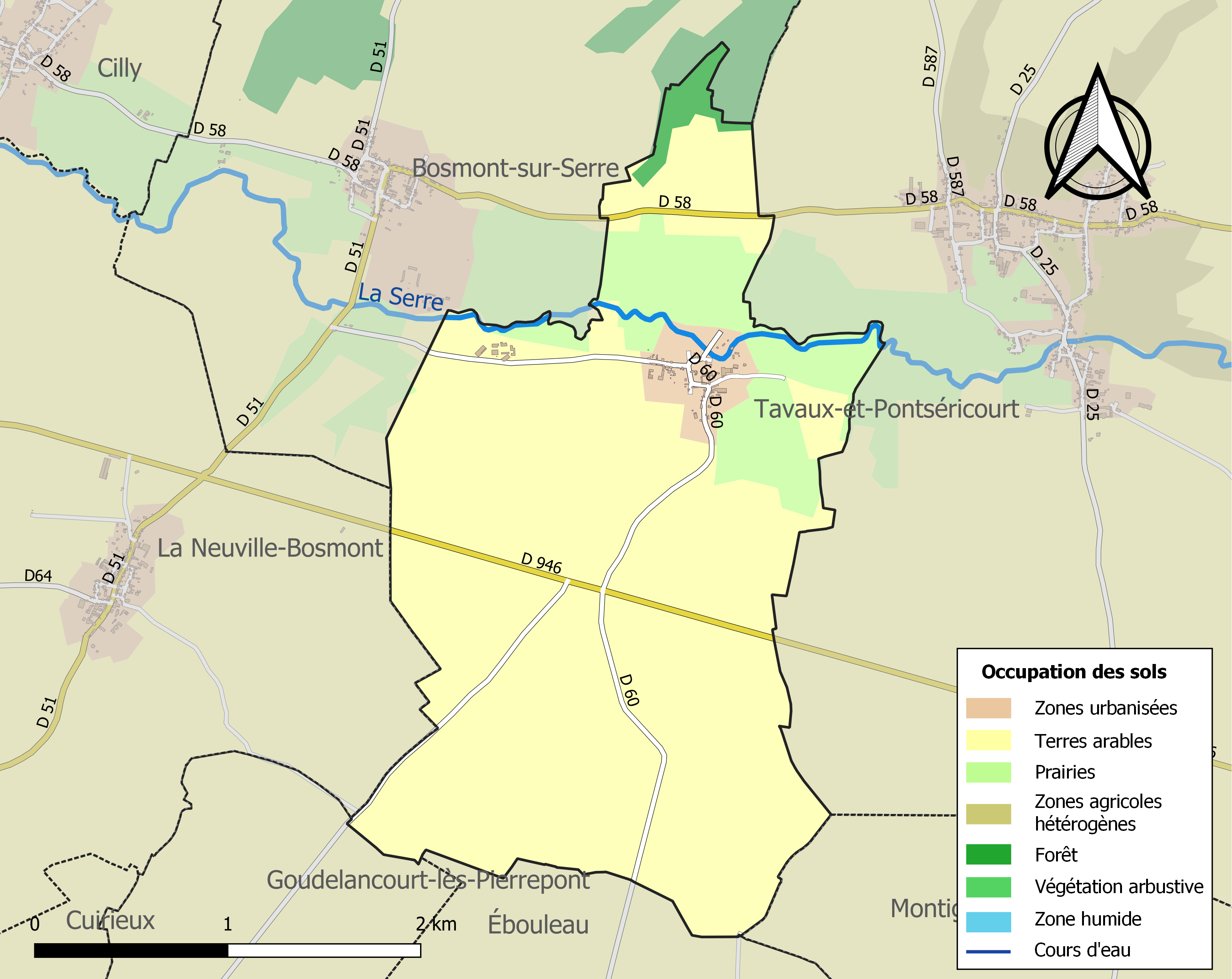
Carte de l'occupation des sols de la commune en 2018 (CLC).

## Toponymie
Le nom du village est attesté pour la première fois en 1245 dans un cartulaire de l'évêché de Laon sous l'appellation de In parrochia Sancti-Petri-Monte puis, Sainct-Pierremont, Saint-Piermont, Saint-Pierremont-et-Raris en 1754 puis l'orthographe actuelle Saint-Pierremont sur la Carte de Cassini au milieu du XVIIIe siècle.

La commune a été unie à celle de Bosmont par ordonnance royale du 18 novembre 1818 puis est redevenue commune indépendante par une autre ordonnance du 16 novembre 1833
.
Saint-Pierremont est un hagiotoponyme faisant référence à l'apôtre Pierre, l'église lui est dédiée.
Raris était une ferme située sur la commune (Raheris en 1144, Raeris) qui a été détruite à la fin du XVIIIe siècle.
À l'ouest, la ferme et chapelle Saint-Antoine est citée en 1284 sous le nom de Abbatia Beate-Marie-de-Pace dans un Cartulaire de l'abbaye de Thenailles, puis Paix-Saint-Antoine, Hospital Saint-Antoine en 1540.

Cette abbaye de filles de Notre-Dame-de-la-paix fut fondée en 1240 par l'abbaye Saint-Victor de Paris. Elle cessa d'exister pendant les guerres de la seconde moitié du XIVe siècle. 
De nos jours, des vestiges de cette abbaye sont encore présents dans la Ferme de Saint-Antoine , inscrite aux Monuments Historiques en 1988.

## Histoire
|  |  |  |

Carte de Cassini

La carte de Cassini montre qu'au XVIIIe siècle, Saint-Pierremont  est une paroisse située sur la rive gauche de la Serre.
Sur la rivière, le moulin à eau dont les vestiges sont encore présents de nos jours, est représenté par une roue dentée.

À l'ouest, sont figurés la Ferme et la Chapelle Saint-Antoine. De nos jours, la Ferme de Saint-Antoine , inscrite aux Monuments Historiques en 1988, conserve des vestiges de la chapelle.

Première Guerre mondiale

Le 29 août 1914, soit moins d'un mois après la déclaration de la guerre, le village est occupé par les Allemands après la défaite de l'armée française lors de la bataille de Guise. Pendant toute la guerre, Saint-Pierremont restera loin du front qui se stabilisera à environ 150 km à l'est aux alentours de Péronne. Les habitants vivront sous le joug de l'ennemi: réquisitions de logements, de matériel, de nourriture, travaux forcés.
 
Ce n'est que le 7 novembre 1918 que le village sera libéré.
Sur le monument aux morts sont écrits les noms des 7 soldats de la commune morts au Champ d'Honneur  lors de la Grande Guerre. 

### Passé ferroviaire du village
|  |  |  |  |

De 1907 à 1959, Saint-Pierremont a été traversé par la ligne de chemin de fer de Marle à Montcormet qui passait au nord du village sur la rive droite de la Serre.
 
Une halte avait été construite sur cette ligne au bord de route allant à Tavaux (contrairement à une gare, une halte n'a pas de chef; les voyageurs éventuels devaient faire signe au conducteur du train pour que celui-ci s'arrête) .

Chaque jour, quatre trains passaient dans chaque sens devant la halte  pour prendre les passagers qui se rendaient soit à Marle, soit à Montcornet.

Les ruines de cette halte sont encore visibles actuellement.

Après la fermeture da la ligne, les rails , les traverses et le ballast ont été vendus et  une grande partie du tracé est encore visible actuellement.

## Politique et administration

### Découpage territorial
La commune de Saint-Pierremont est membre de la communauté de communes du Pays de la Serre, un établissement public de coopération intercommunale (EPCI) à fiscalité propre créé le 17 décembre 1992 dont le siège est à Crécy-sur-Serre. Ce dernier est par ailleurs membre d'autres groupements intercommunaux.
Sur le plan administratif, elle est rattachée à l'arrondissement de Laon, au département de l'Aisne et à la région Hauts-de-France. Sur le plan électoral, elle dépend du  canton de Marle pour l'élection des conseillers départementaux, depuis le redécoupage cantonal de 2014 entré en vigueur en 2015, et de la troisième circonscription de l'Aisne  pour les élections législatives, depuis le dernier découpage électoral de 2010.

### Administration municipale

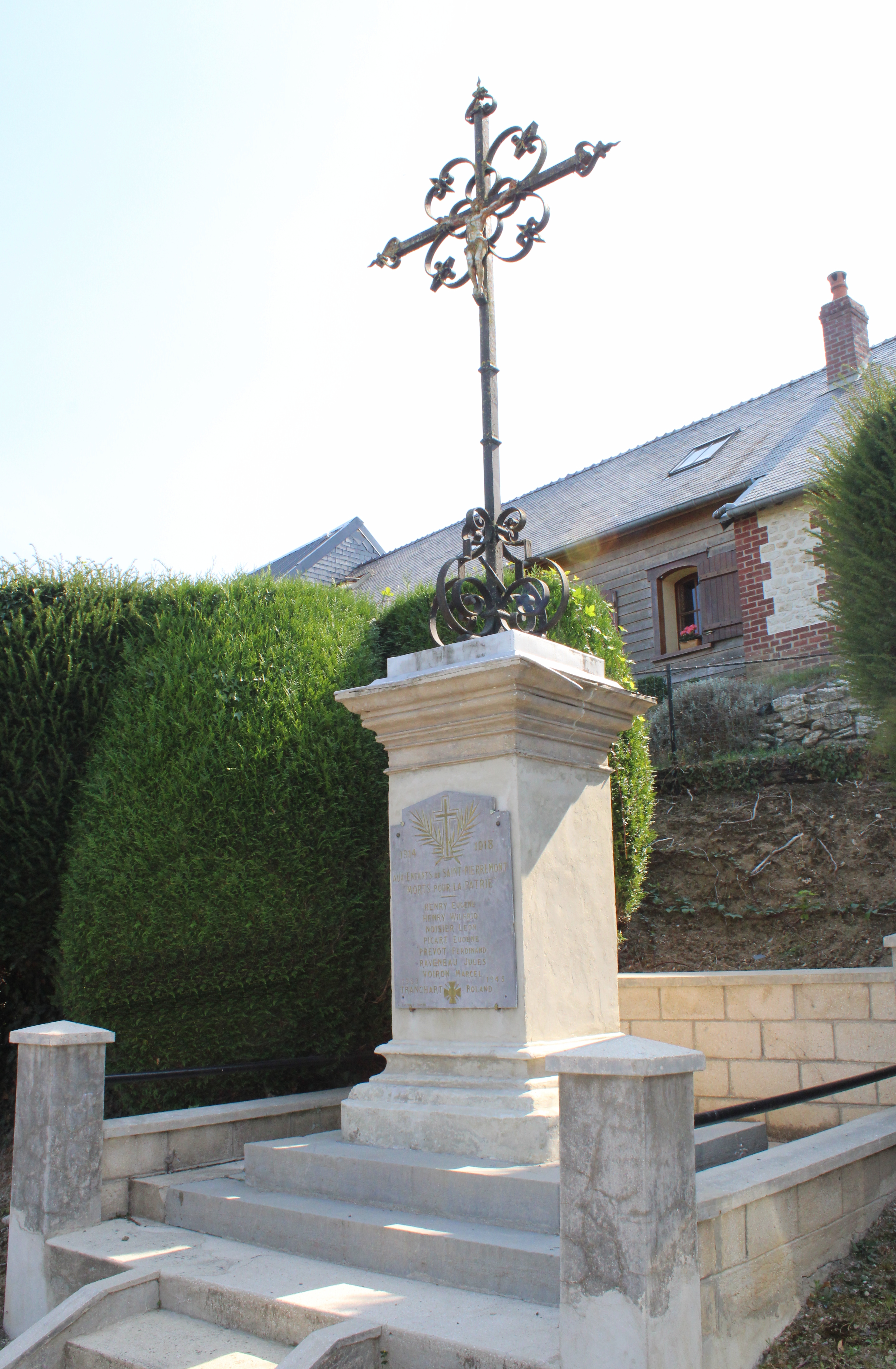
Le monument aux morts surmonté d'une croix latine.

Le nombre d'habitants de la commune étant inférieur à 100, le nombre de membres du conseil municipal est de 7.

#### Liste des maires
| Période                                  | Période                       | Identité          | Étiquette | Qualité                                |
| ---------------------------------------- | ----------------------------- | ----------------- | --------- | -------------------------------------- |
| Les données manquantes sont à compléter. |                               |                   |           |                                        |
| avant 1877                               | après 1879                    | M. Henninot       |           |                                        |
|                                          |                               | Maurice Lorfeuvre |           | Ingénieur                              |
|                                          |                               | André Godet       |           | Agriculteur                            |
| Les données manquantes sont à compléter. |                               |                   |           |                                        |
| avant 1995                               | ?                             | Paul Vanderlynden |           |                                        |
| mars 2001                                | mars 2014                     | Christian Lefevre |           |                                        |
| mars 2014                                | En cours (au 18 juillet 2020) | Marcel Lombard    | DVD       | Artisan Réélu pour le mandat 2020-2026 |

## Démographie
L'évolution du nombre d'habitants est connue à travers les recensements de la population effectués dans la commune depuis 1793. Pour les communes de moins de 10 000 habitants, une enquête de recensement portant sur toute la population est réalisée tous les cinq ans, les populations de référence des années intermédiaires étant quant à elles estimées par interpolation ou extrapolation. Pour la commune, le premier recensement exhaustif entrant dans le cadre du nouveau dispositif a été réalisé en 2008.

En 2022, la commune comptait 40 habitants, en évolution de −11,11 % par rapport à 2016 (Aisne : −1,97 %, France hors Mayotte : +2,11 %).
| 1793 | 1800 | 1806 | 1821 | 1831 | 1836 | 1841 | 1846 | 1851 |
| ---- | ---- | ---- | ---- | ---- | ---- | ---- | ---- | ---- |
| 218  | 199  | 208  | 256  | 280  | 247  | 228  | 222  | 231  |

| 1856 | 1861 | 1866 | 1872 | 1876 | 1881 | 1886 | 1891 | 1896 |
| ---- | ---- | ---- | ---- | ---- | ---- | ---- | ---- | ---- |
| 206  | 206  | 196  | 197  | 232  | 228  | 239  | 223  | 208  |

| 1901 | 1906 | 1911 | 1921 | 1926 | 1931 | 1936 | 1946 | 1954 |
| ---- | ---- | ---- | ---- | ---- | ---- | ---- | ---- | ---- |
| 167  | 194  | 177  | 119  | 135  | 139  | 118  | 117  | 123  |

| 1962 | 1968 | 1975 | 1982 | 1990 | 1999 | 2006 | 2008 | 2013 |
| ---- | ---- | ---- | ---- | ---- | ---- | ---- | ---- | ---- |
| 98   | 86   | 70   | 64   | 60   | 62   | 59   | 58   | 48   |

| 2018 | 2022 | - | - | - | - | - | - | - |
| ---- | ---- | - | - | - | - | - | - | - |
| 42   | 40   | - | - | - | - | - | - | - |

## Lieux et monuments

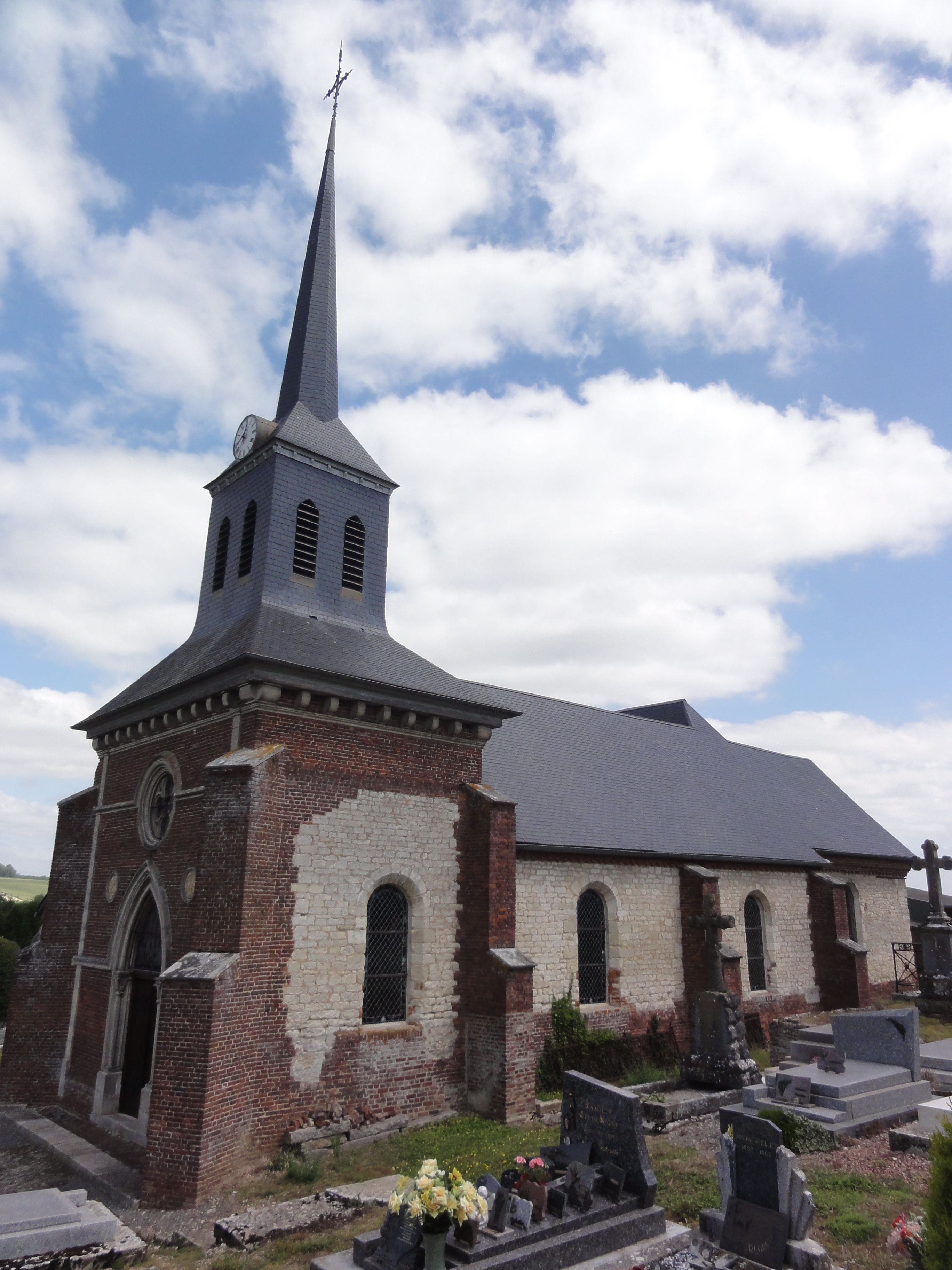
Église Saint-Pierre.
- Ferme de Saint-Antoine.
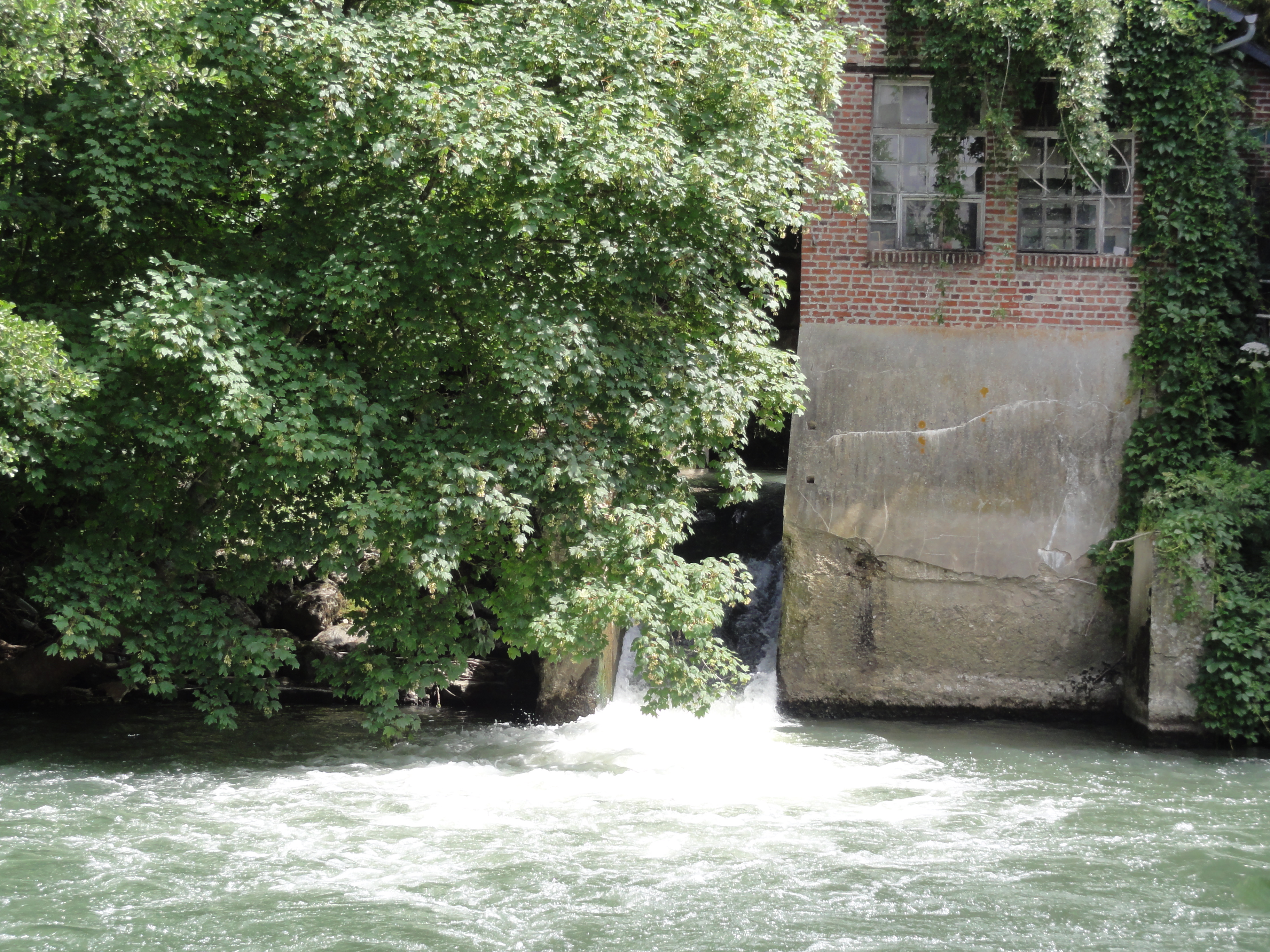
Moulin sur la Serre.

- Église Saint-Pierre.
- Moulin sur la Serre.

## Personnalités liées à la commune
- Jean Mabillon (1632-1717), religieux et historien français[pourquoi ?].